# Mike Mangini
Michael "Mike" Mangini (født 18. april 1963 i Newton, Massachusetts) er den nuværende trommeslager for Dream Theater, og har gennem sin karriere spillet med Annihilator, Extreme, James LaBrie, og Steve Vai. Mangini har lavet 5 verdensrekorder som Verdens hurtigste trommeslager. Han blev en del af Dream Theater efter Mike Portnoy forlod bandet i efteråret 2010.